# غيل غوردون
غيل غوردون (بالإنجليزية: Gale Gordon) هو ممثل أمريكي، ولد في 20 فبراير 1906 بنيويورك في الولايات المتحدة، وتوفي في 30 يونيو 1995 في الولايات المتحدة بسبب سرطان الرئة.

## أعمال

### مسلسلات
- ذا لوسي شو

## وصلات خارجية
- غيل غوردون على موقع IMDb (الإنجليزية)
- غيل غوردون على موقع الموسوعة البريطانية (الإنجليزية)
- غيل غوردون على موقع ألو سيني (الفرنسية)
- غيل غوردون على موقع ميوزك برينز (الإنجليزية)
- غيل غوردون على موقع أول موفي (الإنجليزية)
- غيل غوردون على موقع قاعدة بيانات برودواي على الإنترنت (الإنجليزية)
- غيل غوردون على موقع قاعدة بيانات الأفلام السويدية (السويدية)
- غيل غوردون على موقع إن إن دي بي (الإنجليزية)
- غيل غوردون على موقع ديسكوغز (الإنجليزية)
- غيل غوردون على موقع قاعدة بيانات الفيلم (الإنجليزية)